# ジェラルド・ガードナー

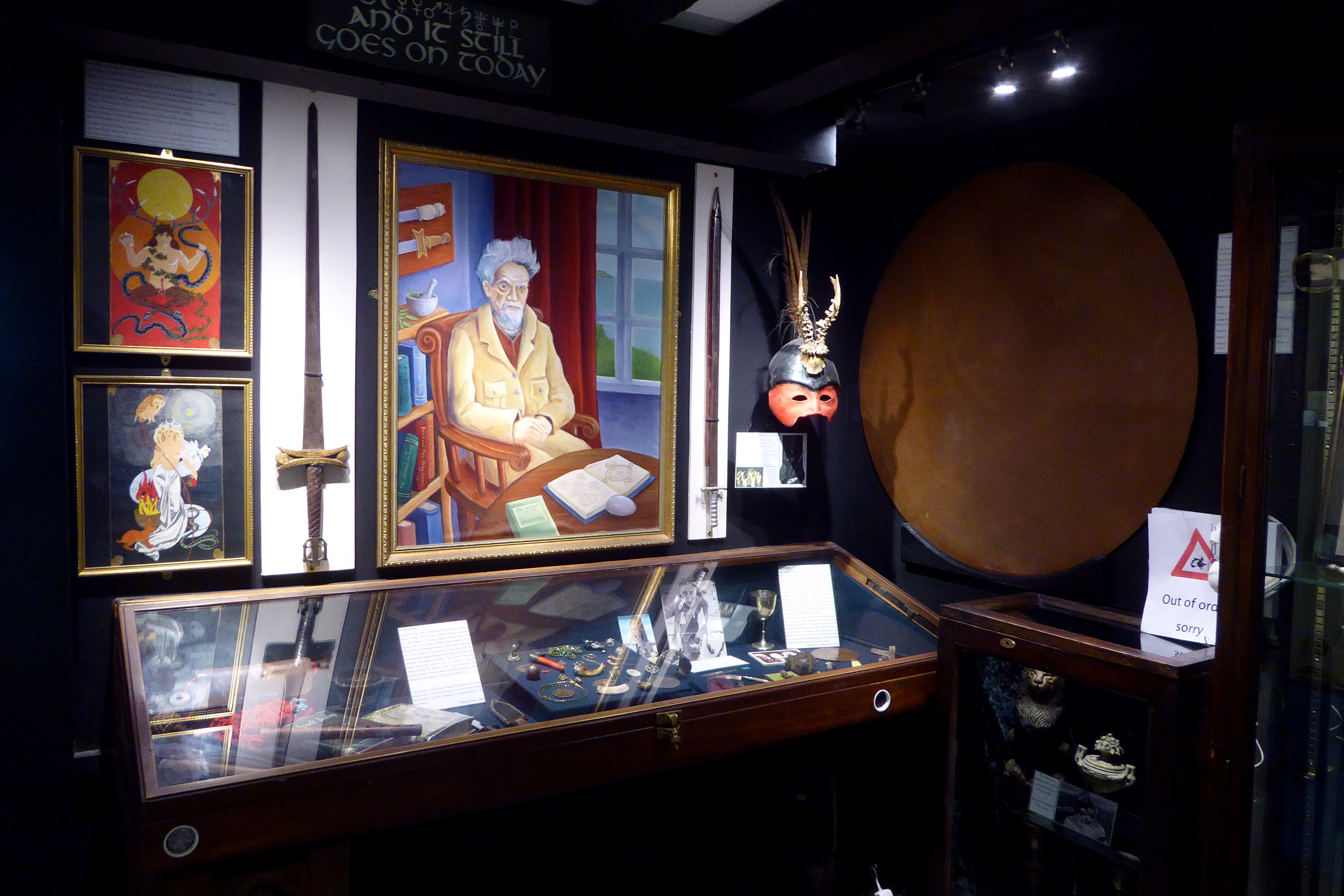
ウィッカの博物館で展示されているガードナーの肖像画

ジェラルド・ガードナー（Gerald Gardner, 1884年6月13日 - 1964年2月12日）は、イギリス（イングランド）のオカルティスト、著述家。ウイッカの事実上の創始者である。

## 概要
リヴァプール近郊のブランデルサンズに生まれ、ヨーロッパを転々とし、青年期以降は南アジアや東南アジアでプランテーション経営などに携わり、1936年までイギリス領マレー（現在のマレーシアとシンガポールに当たる）で税関職員として過ごした。一方で現地の民俗や土着の呪術にも関心を示し、独自の研究を続けていたらしく、刀剣に関する著作も書いている。
悠々自適に暮らせるだけの財産を得て税関を退職し、イギリス本土移住後の1939年頃、（ガードナー自身の主張によれば）当時ニューフォレストで活動していたオールド・ドロシー・クラッターバックからイニシエーションを受け、正式に魔女として活動を始めた。その後、晩年のアレイスター・クロウリーの協力も得つつ独自のウイッチクラフト（魔女宗）体系を構築した。古より魔女が筆写して受け継いできたという『影の書』をガードナーらは創作し、『影の書』は今日でも魔女宗において個々人が所持する秘伝書を指す用語となっている。1951年、ガードナーはセシル・ウィリアムソンというオカルトマニアによってマン島に設立された魔女博物館の駐在魔女となる。彼の許に集まった人々によって後にウイッカと呼ばれる潮流が生まれることになる。1954年には『今日の魔女術』を著し、ウイッチクラフトはイングランドに存在していたペイガン宗教の残存物であるという説を開陳、同書はある程度の成功を収め、イングランド中に多くの魔女のカヴンが生まれるきっかけとなった。

## 註
1. ↑  鏡 2003, pp. 50-51
2. ↑  キング & 江口訳 1994, p. 218.
3. 1 2  Drury 2000, p. 145.
4. ↑  Drury 2000, p. 147.